# Gugney
Gugney is een gemeente in het Franse departement Meurthe-et-Moselle (regio Grand Est) en telt 84 inwoners (2009). De plaats maakt deel uit van het arrondissement Nancy.

## Geografie
De oppervlakte van Gugney bedraagt 3,0 km², de bevolkingsdichtheid is dus 28 inwoners per km².
De onderstaande kaart toont de ligging van Gugney met de belangrijkste infrastructuur en aangrenzende gemeenten.

## Demografie
De figuur toont het verloop van het inwonertal (bron: INSEE-tellingen).